# 강천초등학교 걸은분교
강천초등학교 걸은분교는 경기도 여주시 강천면 걸은리에 있었던 공립 초등학교이다.

## 연혁
- 1972년 11월 17일 강천국민학교 걸은분교장 개교(설립인가 3월 10일)
- 1979년 3월 1일 걸은국민학교로 승격
- 1980년 2월 11일 제1회 졸업식
- 1996년 3월 1일 걸은초등학교로 개칭
- 1999년 2월 18일 제20회 졸업식
- 1999년 3월 1일 강천초등학교 걸은분교로 격하
- 2002년 2월 28일 폐교